# Tweed (rivier)
De Tweed is de belangrijkste rivier in de Scottish Borders. De afwatering van de gehele regio verloopt via deze rivier.
De Tweed ontspringt in de Tweedsmuir Hills en bereikt ongeveer 150 kilometer verder Berwick-upon-Tweed, waar hij in de Noordzee uitmondt. Het laatste deel van de rivier fungeert als grensrivier tussen Engeland en Schotland. In lengte is het de derde rivier van Schotland, na de Tay en de Clyde.
Het karakter van de Tweed is wispelturig te noemen. Soms is het een rustig stroompje en enige kilometers verder een kolkende massa waarop scheepvaart niet meer mogelijk is.
De rivier is erg in trek bij zalmvissers.
De belangrijkste zijrivieren zijn:
- de Yarrow
- de Ettrick
- de Gala
- de Leader
- de Teviot

De belangrijkste steden aan de Tweed zijn:
- Peebles
- Galashiels
- Melrose
- Kelso
- Coldstream

Zowel in Australië als in Nieuw-Zeeland is een rivier naar de Schotse Tweed vernoemd.
- Gemeinsame Normdatei: 4559967-1
- Library of Congress Control Number: sh85139012
- Nationale Bibliotheek van Israël: 987007558422005171